# Kazachstania exigua
Kazachstania exigua är en svampart som först beskrevs av Reess ex E.C. Hansen, och fick sitt nu gällande namn av Kurtzman 2003. Kazachstania exigua ingår i släktet Kazachstania och familjen Saccharomycetaceae.   Inga underarter finns listade i Catalogue of Life.